# ГЕС Маммот-Пул
ГЕС Mammoth Pool — гідроелектростанція у штаті Каліфорнія (Сполучені Штати Америки). Знаходячись перед ГЕС Біг-Крік 3, становить одну з гілок гідровузла у верхній частині сточища річки Сан-Хоакін, яка починається на західному схилі гір Сьєрра-Невада та впадає до затоки Сан-Франциско. 

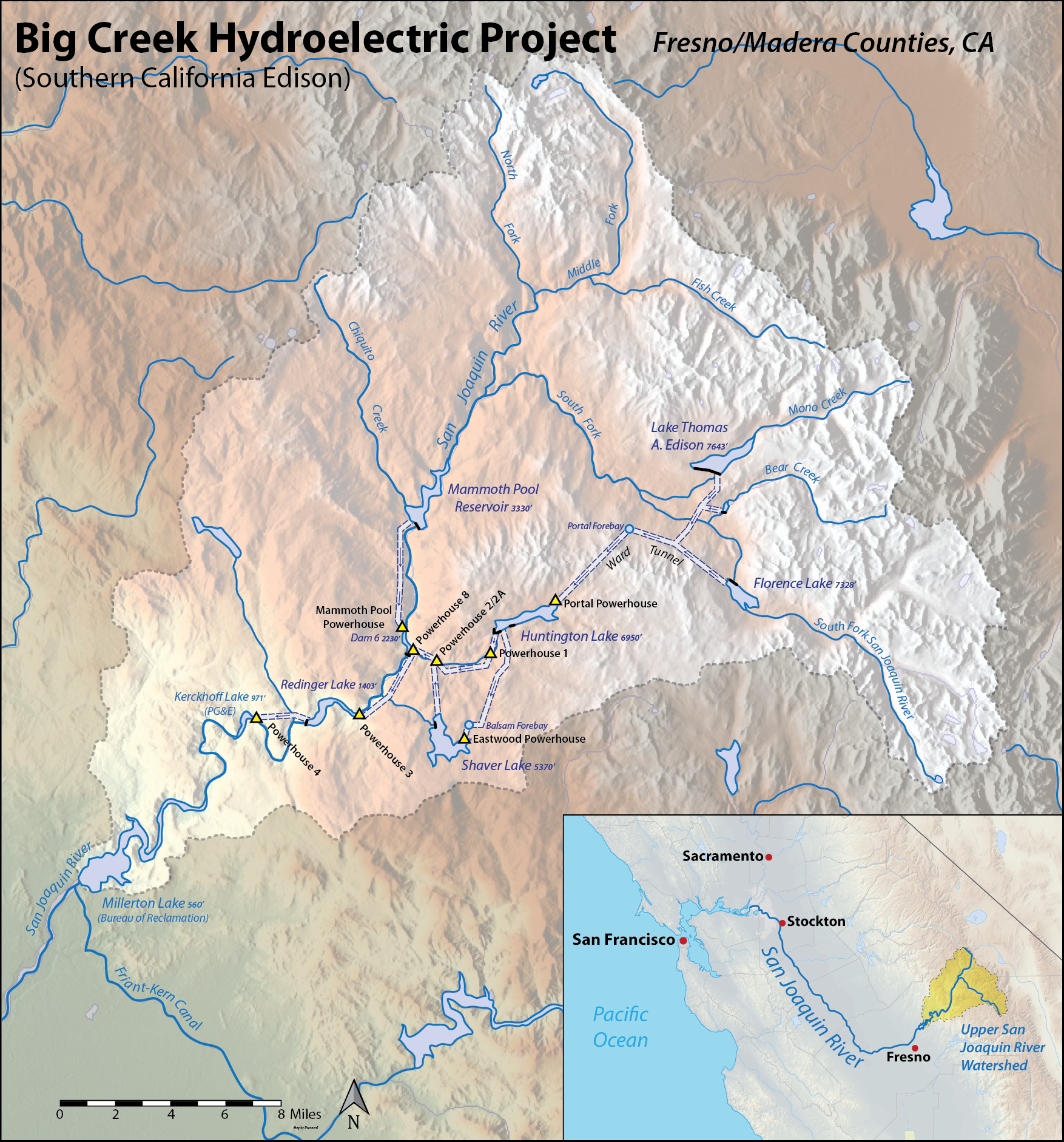
Схема гідровузла Біг-Крік

В межах проекту Сан-Хоакін перекрили земляною греблею висотою 101 метр, довжиною 252 метри та товщиною від 9 (по гребеню) до 640 (по основі) метрів. На час її спорудження воду відвели за допомогою тунелю довжиною 0,65 км з діаметром 8,5 метра. Гребля утримує витягнуте по долині річки на 13 км водосховище з площею поверхні 4,5 км2 та об'ємом 148 млн м3. 
Зі сховище під правобережним гірським масивом прокладений дериваційний тунель довжиною 12 км з діаметром 6,1 метра, який на своєму шляху отримує додатковий ресурс із водозаборів на притоках Сан-Хоакін – Рок-Крік та Росс-Крік, де спорудили бетоні споруди висотою 3 та 2 метрів при довжині 28 та 16 метрів відповідно. По завершенні тунель переходить у напірний водовід довжиною 0,6 км зі спадаючим діаметром від 4 до 3,3 метра. 
Основне обладнання станції становлять дві турбіни типу Френсіс потужністю по 95 МВт, які використовують напір у 335 метрів  та в 2018 забезпечили виробництво 443 млн кВт-год електроенергії.
Видача продукції відбувається по ЛЕП, розрахованій на роботу під напругою 220 кВ.